# Анрі Шкіба
Анрі Шкіба (фр. Henri Skiba, 14 липня 1927, Битом — 11 березня 2018, Лімож) — французький футболіст, що грав на позиції нападника. По завершенні ігрової кар'єри — тренер.
Виступав, зокрема, за клуб «Монако», а також національну збірну Франції.

## Клубна кар'єра
У дорослому футболі дебютував 1946 року виступами за команду «Деґґендорф», у якій провів три сезони. 
Згодом з 1949 по 1953 рік грав у складі команд «Нюрнберг», «Нансі» та «Безансон».
Своєю грою за останню команду привернув увагу представників тренерського штабу клубу «Монако», до складу якого приєднався 1953 року. Відіграв за команду з Монако наступні два сезони своєї ігрової кар'єри. Більшість часу, проведеного у складі «Монако», був основним гравцем атакувальної ланки команди. У складі «Монако» був одним з головних бомбардирів команди, маючи середню результативність на рівні 0,38 гола за гру першості.
Протягом 1955—1963 років захищав кольори клубів «Страсбур», «Нім-Олімпік», «Сошо» та «Стад Франсе».
Завершив ігрову кар'єру у команді «Ла Шо-де-Фон», за яку виступав протягом 1963—1965 років.

## Виступи за збірну
У 1959 році дебютував в офіційних матчах у складі національної збірної Франції.
Загалом протягом кар'єри в національній команді, яка тривала 3 роки, провів у її формі 3 матчі.

## Кар'єра тренера
Розпочав тренерську кар'єру, ще продовжуючи грати на полі, 1963 року, очоливши тренерський штаб клубу «Ла Шо-де-Фон».
У 1967 році став головним тренером команди «Грассгоппер», тренував команду з Цюриха два роки.
Протягом 1970 року очолював тренерський штаб клубу «Янг Бойз».
Протягом тренерської кар'єри також очолював команди «Б'єн» та «Ангулем».
Останнім місцем тренерської роботи був клуб «Лімож», головним тренером команди якого Анрі Шкіба був з 1979 по 1981 рік.
Помер 11 березня 2018 року на 91-му році життя у місті Лімож.

## Статистика виступів

### Статистика виступів за збірну
| Дата       | Місто  | Господарі | Результат | Гості   | Турнір            | Голи | Примітки |
| ---------- | ------ | --------- | --------- | ------- | ----------------- | ---- | -------- |
| 1-3-1959   | Коломб | Франція   | 2 – 2     | Бельгія | товариський матч  | -    |          |
| 10-12-1961 | Коломб | Франція   | 1 – 1     | Іспанія | товариський матч  | -    |          |
| 16-12-1961 | Мілан  | Болгарія  | 1 – 0     | Франція | Відбір до ЧС 1962 | -    |          |
| Усього     |        | Матчів    | 3         |         | Голів             | 0    |          |